# Timo Aaltonen
Timo Aaltonen (* 11. dubna 1969, Vehmaa) je bývalý finský atlet, halový mistr Evropy ve vrhu koulí.
Svých největších úspěchů dosáhl na přelomu 20. a 21. století. V roce 2000 se stal halovým mistrem Evropy výkonem 20,62 m (jeho osobní rekord 20,70 m pochází také z této sezóny), na olympiádě obsadil dvanácté místo. Na mistrovství světa o rok později skončil v soutěži koulařů čtvrtý.